# 吉岡たかを
吉岡 たかを（よしおか たかを、1962年 - ）は、フリーライターである。茨城県猿島郡境町出身。

## 略歴
- 吉岡たかおの名前でシンエイ動画で主に『パーマン』の制作進行を務める（同じくシンエイ動画の『ドラえもん』などに携わっていた吉岡大とは別人）。
- シンエイ動画を退社後、ビデオ業界や日本テレネットなどのテレビゲーム業界を渡り歩き、フリーのライターとして独立。
- 『金田一少年の事件簿』のゲームシナリオを富田祐弘と共同執筆した際に、富田より『下級生』TVシリーズを任されたのがアニメ脚本を手がけるきっかけとなった。
- 雑誌記者、構成作家、コピーライターなど、いくつかの肩書きを持つが、現在はアニメの脚本家として一般的に認知されている。

## 人物
- 『下級生』ではデビュー作にもかかわらず、全13本中10本を手がけており、デビュー当初から、のちに最大で週6本も締め切りを抱えていたこともあるという多作作家の片鱗を見せており、現在でも1クールを一人で全話執筆する事が多い。
- たかおかよしおの別名でOVA脚本などを執筆することもある。
- アニメ演出家神戸守と脚本家長谷川勝己とは専門学校時代からの付き合い。
- あかほりさとるの関係する作品を執筆することも多いため、脚本家集団ぶらざあのっぽ系列だと思われがちだが、あかほり本人の談話によれば、脚本家としては吉岡の先輩にあたる長谷川勝己との関係が縁で重用されるようになっただけで、ぶらざあのっぽとは全く無関係。
- 『HAPPY★LESSON』以降、鈴木行監督作品のメインライターとして、1970 - 1980年代アニメを彷彿とさせるような遊びの多い演出を多用した人情コメディタッチの作品が好評を博している。

## 作品リスト

### テレビアニメ
1999年
- 下級生TVシリーズ

2000年
- サクラ大戦TV
- 無敵王トライゼノン

2001年
- RAVE

2002年
- HAPPY★LESSON（シリーズ構成）

2003年
- わがまま☆フェアリー ミルモでポン!
- 出撃!マシンロボレスキュー
- らいむいろ戦奇譚
- DEAR BOYS
- HAPPY★LESSON ADVANCE（シリーズ構成）
- 一騎当千（シリーズ構成※全話脚本）

2004年
- 光と水のダフネ
- MEZZO -メゾ-（シリーズ構成）
- エルフェンリート（シリーズ構成※全話脚本）
- DearS（シリーズ構成※全話脚本）
- MAJOR 1st season

2005年
- MAJOR 2nd season

2006年
- こてんこてんこ
- 坊のえ
- 吉永さん家のガーゴイル（シリーズ構成※全話脚本）
- ゼロの使い魔（シリーズ構成※全話脚本）
- クレヨンしんちゃん

2007年
- MAJOR 3rd season
- 一騎当千 Dragon Destiny（シリーズ構成※全話脚本）
- スカイガールズ（シリーズ構成）

2008年
- MAJOR 4th season
- セキレイ（シリーズ構成※全話脚本）

2009年
- MAJOR 5th season
- クイーンズブレイド 流浪の戦士
- 川の光
- クイーンズブレイド 玉座を継ぐ者（シリーズ構成）
- テガミバチ
- ヴァイス・サヴァイヴ（シリーズ構成※全話脚本）

2010年
- MAJOR 6th season
- いちばんうしろの大魔王（シリーズ構成）
- セキレイ〜Pure Engagement〜（シリーズ構成※全話脚本）
- テガミバチ REVERSE

2011年
- フリージング
- ロウきゅーぶ!
- WORKING'!!（シリーズ構成）

2012年
- ハイスクールD×D（シリーズ構成※全話脚本）

2013年
- 閃乱カグラ（シリーズ構成※全話脚本）
- ハイスクールD×D NEW（シリーズ構成※全話脚本）
- 私がモテないのはどう考えてもお前らが悪い!（シリーズ構成）

2014年
- 健全ロボ ダイミダラー（シリーズ構成）
- 精霊使いの剣舞（シリーズ構成）
- 四月は君の嘘（シリーズ構成※全話脚本）

2015年
- 新妹魔王の契約者（シリーズ構成※全話脚本）
- ハイスクールD×D BorN（シリーズ構成※全話脚本）
- WORKING!!!（シリーズ構成）
- 新妹魔王の契約者 BURST（脚本監修）
- 櫻子さんの足下には死体が埋まっている
- 牙狼 -紅蓮ノ月-

2016年
- 不機嫌なモノノケ庵（シリーズ構成※全話脚本）
- 魔法少女育成計画（シリーズ構成※全話脚本）
- WWW.WORKING!!（シリーズ構成）

2017年
- 亜人ちゃんは語りたい（シリーズ構成※全話脚本）
- スクールガールストライカーズ Animation Channel（シリーズ構成）
- このはな綺譚（シリーズ構成※全話脚本）

2018年
- 七つの大罪 戒めの復活（シリーズ構成）
- 七星のスバル（シリーズ構成※全話脚本）
- 寄宿学校のジュリエット（シリーズ構成※全話脚本）

2019年
- 不機嫌なモノノケ庵 續（シリーズ構成※全話脚本）
- うちの娘の為ならば、俺はもしかしたら魔王も倒せるかもしれない。（シリーズ構成※全話脚本）

2020年
- 100万の命の上に俺は立っている（シリーズ構成）

2021年
- ホリミヤ（シリーズ構成）
- 100万の命の上に俺は立っている（第2シーズン、シリーズ構成）

2022年
- 阿波連さんははかれない（シリーズ構成）

2023年
- ホリミヤ -piece-（シリーズ構成）

2024年
- 2.5次元の誘惑（シリーズ構成※全話脚本）

2025年
- 阿波連さんははかれない season2（シリーズ構成）

### OVA
2000年
- 淫夢
- Natural Another
- luvwave
- リフレインブルー
- 恋姫
- 警備員

2001年
- HAPPY★LESSON ※たかおかよしお名義
- Natural2 -DUO- ※たかおかよしお名義
- 続・恋姫
- PureMail -ピュアメール-
- Canvas

2002年
- 奴隷介護

2003年
- 大悪司（0巻と1巻のみ）

2005年
- 緋忍伝 呀宇種

2006年
- スカイガールズ
- 鬼公子炎魔

2010年
- クイーンズブレイド 美しき闘士たち